# Wardzia

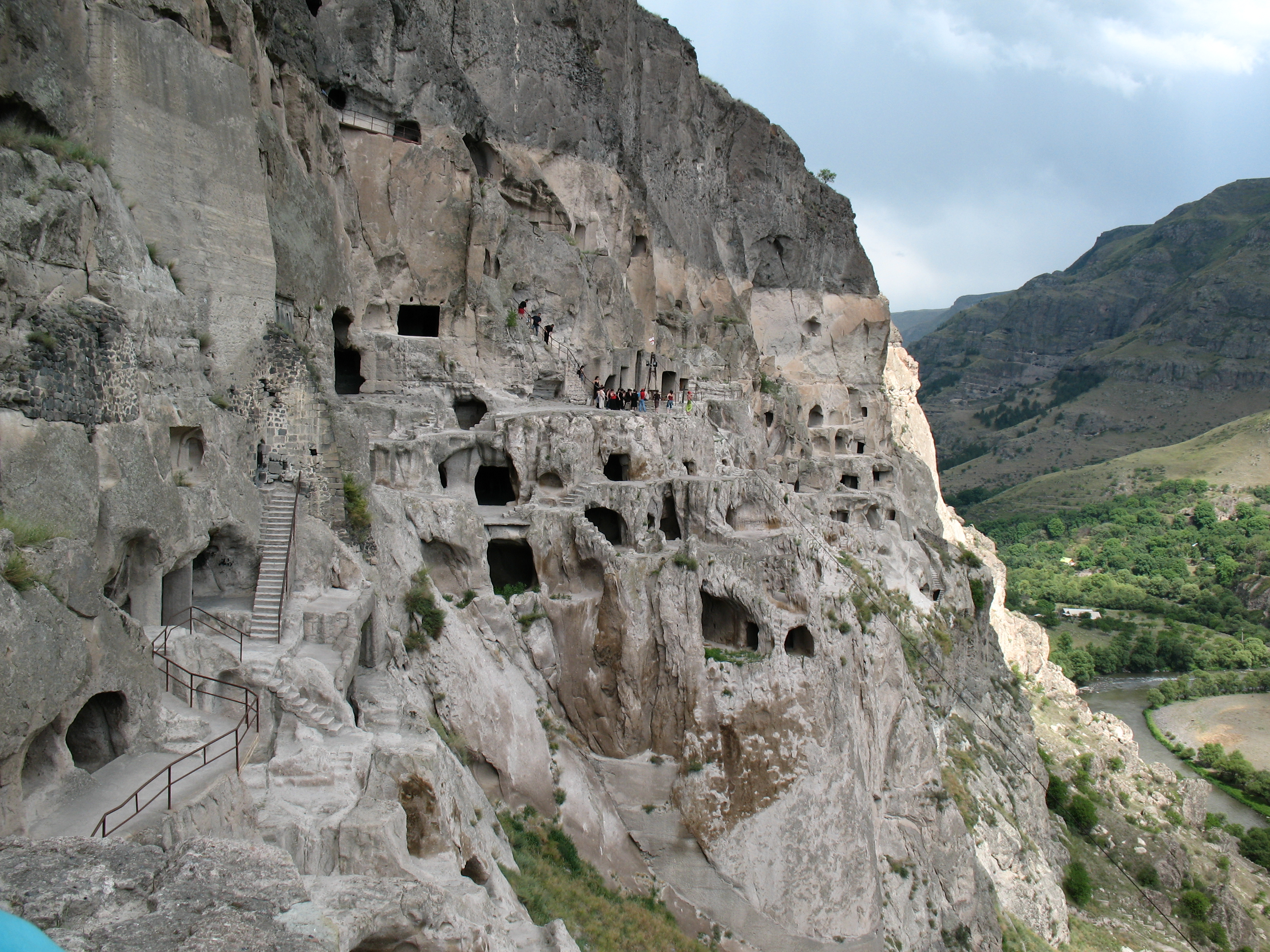
Widok na skalne miasto, w dolinie rzeka Kura

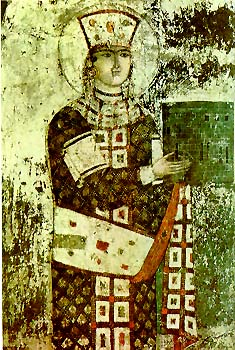
Obraz królowej Tamary, współzałożycielki Wardzi, na ścianie kościoła klasztornego.

Wardzia (gruz.: ვარძია) – skalne miasto-klasztor usytuowane na zboczu góry Eruszeli w południowej Gruzji, niedaleko miasta Aspindza. Wardzię zaczęto budować za panowania Jerzego III w 1185 roku, natomiast ukończono – pod rządami jego córki, królowej Tamary.
W średniowieczu Wardzia służyła jako schronienie podczas najazdów mongolskich; mogła pomieścić od 20 do 60 tys. osób. Zawierała klasztor, salę tronową oraz ponad 3000 komnat umieszczonych na 13 kondygnacjach (piętrach). W mieście zainstalowano skomplikowany system nawodnień pobliskich pól uprawnych. Jedyny dostęp do klasztoru zapewniało kilka dobrze ukrytych tuneli blisko rzeki Kura.
W Wardzii królowa Tamara błogosławiła swoją armię przed walką z sułtanem Rukhuddinem, a także witała Dawida Sosłana i jego armię po odniesionym zwycięstwie.
Trzęsienie ziemi w 1283 roku zniszczyło około dwóch trzecich miasta, odkrywając jego komnaty oraz niszcząc kompletnie system nawodnień.
Persowie pod dowództwem szacha Tahmaspa I najechali miasto w roku 1551, łupiąc je z wszystkiego, co cenne (m.in. z ikon). Zakończyło się to upadkiem monastyru, część mnichów została zabita, pozostali uciekli, pozostawiając Wardzię opuszczoną.

## Wardzia dzisiaj

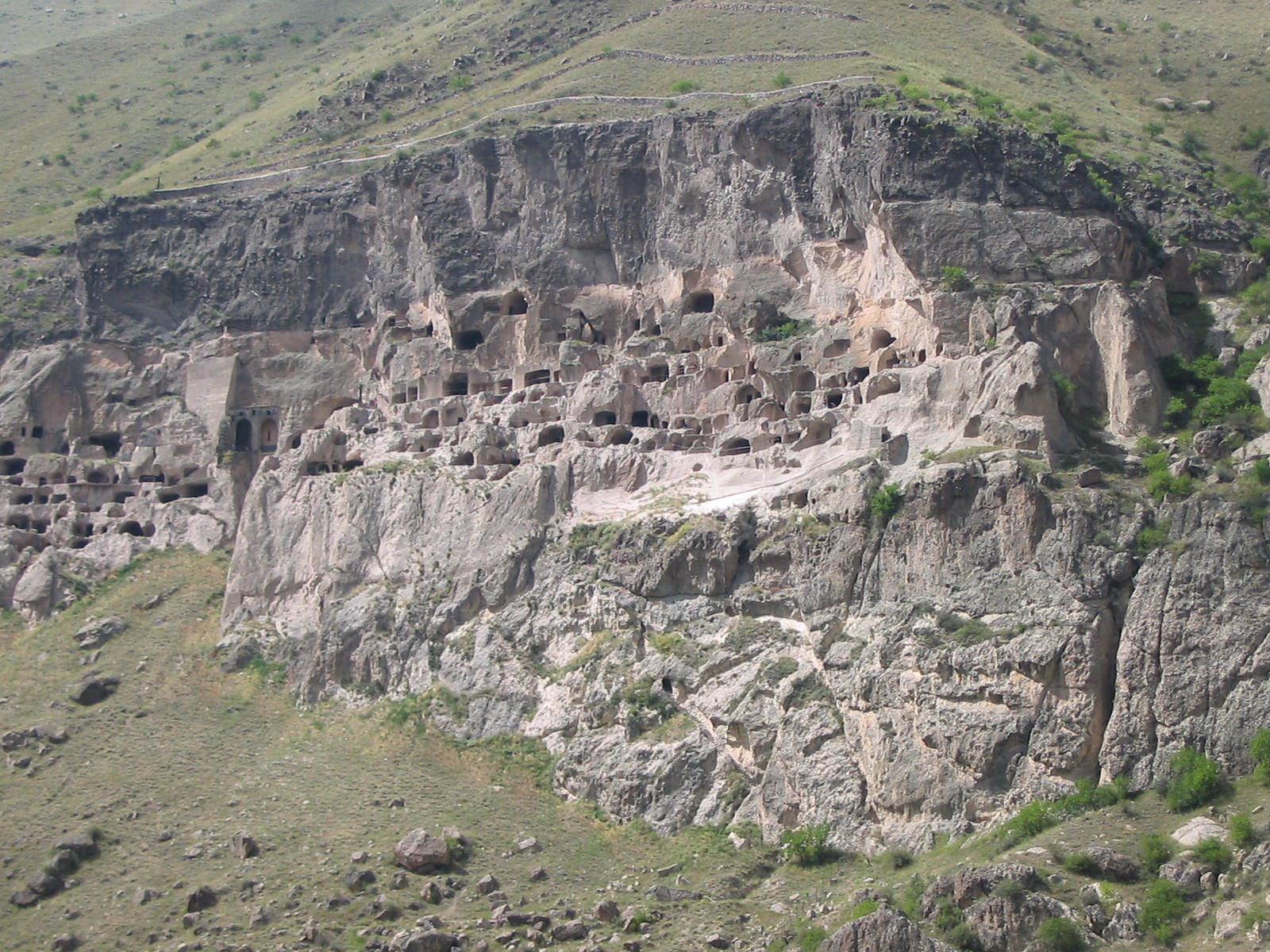
Wardzia

Aktualnie Wardzia jest muzeum-rezerwatem i obiektem turystycznym w rejonie Samcche-Dżawachetia. Miejsce to jest utrzymywane przez małą grupkę mnichów. Do Wardzii można codziennie dojechać busem z Achalkalaki.
Do zwiedzania udostępnionych jest około 300 komnat.
W 2007 roku Wardzia i Chertwisi zostały wpisane na gruzińską listę informacyjną UNESCO – listę obiektów, które Gruzja zamierza rozpatrzyć do zgłoszenia do wpisu na listę światowego dziedzictwa UNESCO.